# Chorgestühl
Als Chorgestühl bezeichnet man ein- oder mehrreihige Sitzreihen an den Längsseiten des Chorraums einer Kirche, vorzugsweise einer Kloster- oder Stiftskirche. Manchmal ist das Chorgestühl mit Schnitzereien reich verziert. Nur in wenigen Kirchen existieren noch vollständig erhaltene Chorgestühle aus mittelalterlicher Zeit, oft wurden sie zerstört oder zerfielen.

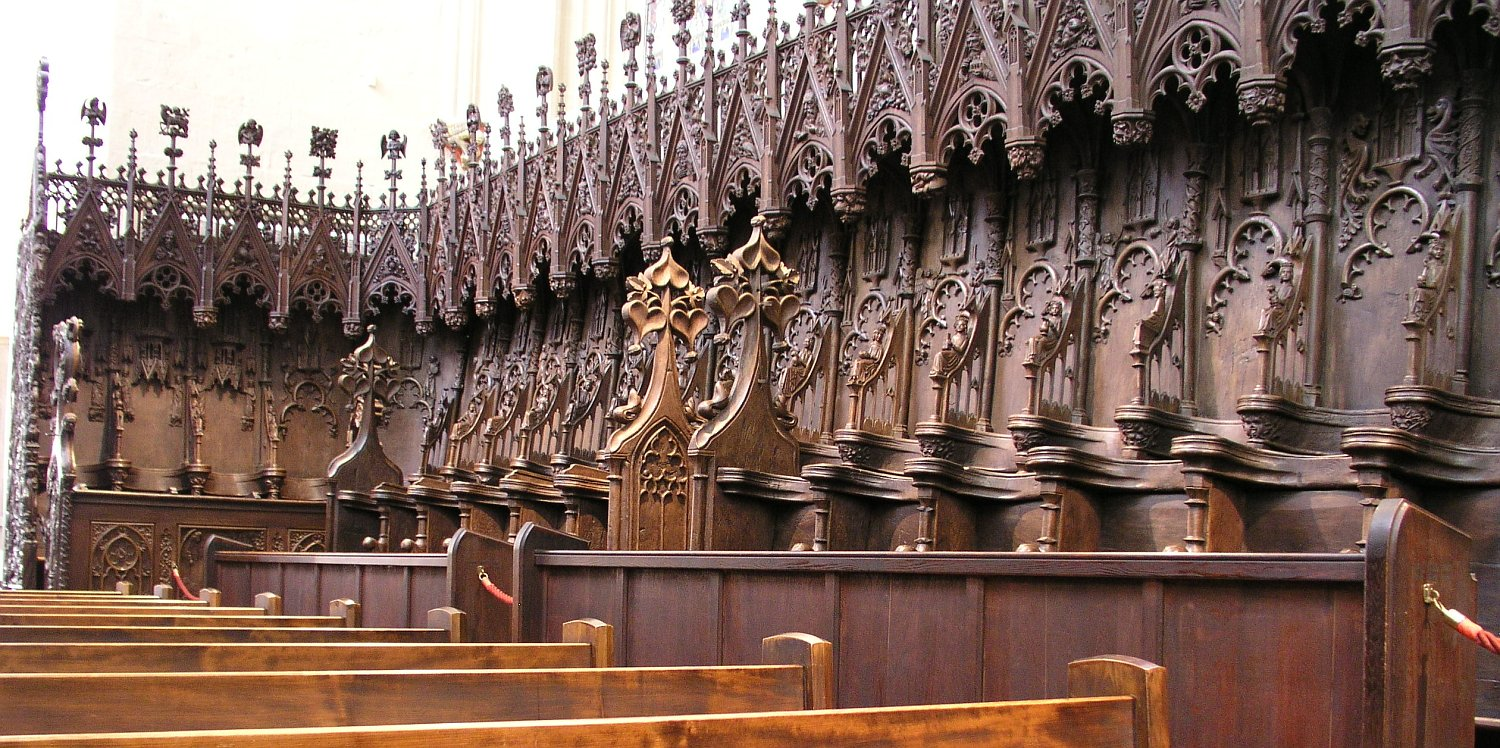
Chorgestühl im Erfurter Dom

Das Gestühl besteht üblicherweise aus gestuften, hölzernen Sitzreihen und ist mit einer Rückwand (Dorsale) abgeschlossen. Die Chorstühle (volkstümlich Stallen, vom lateinischen stallae) haben Armlehnen (Accoudoirs), oft Klappsitze und sind manchmal durch Wände voneinander getrennt.

## Geschichte

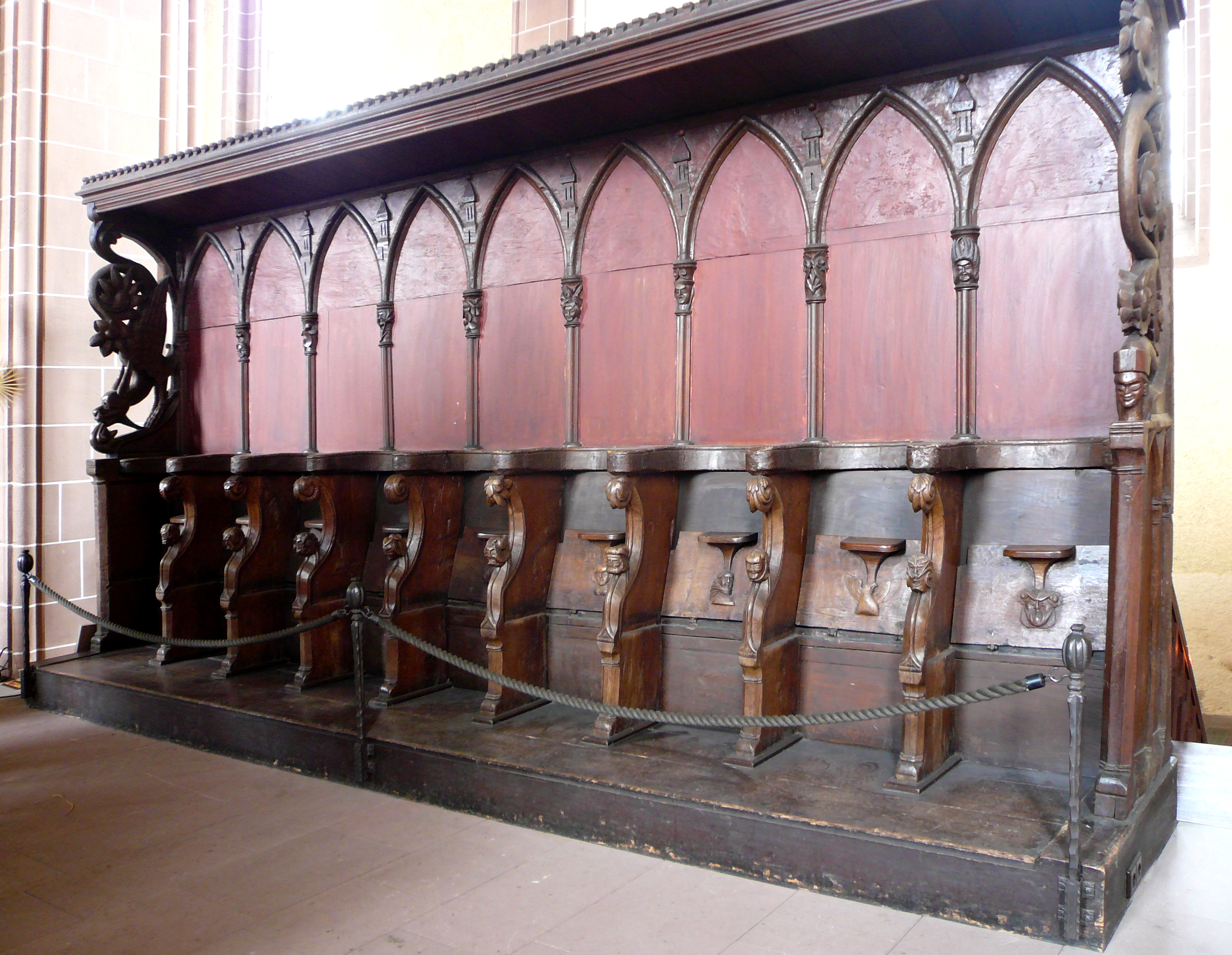
Teil des Chorgestühls von 1288 in der Münsterkirche St. Alexandri, in Einbeck

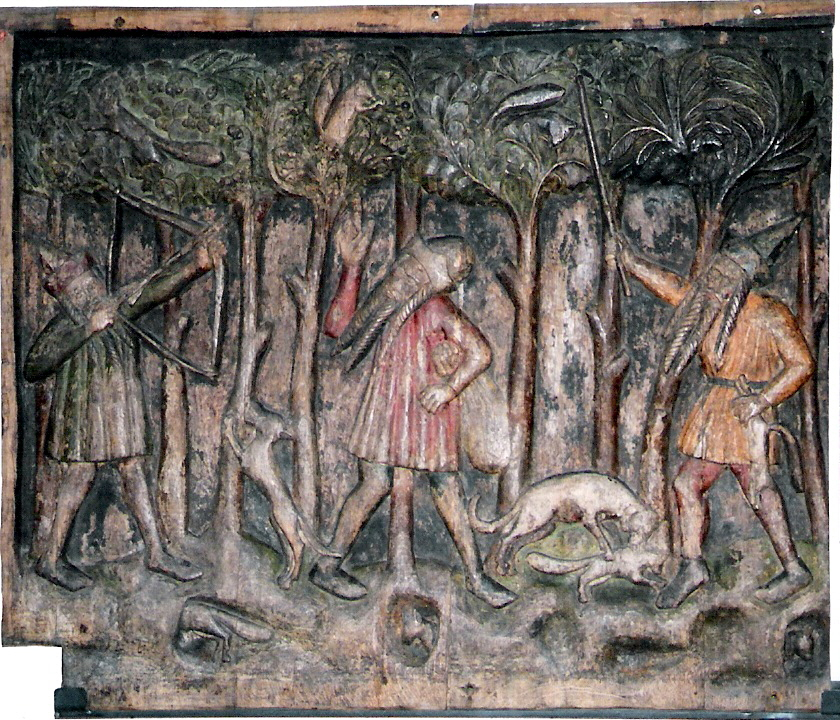
Tafel des Rigafahrergestühls in der Nikolaikirche in Stralsund

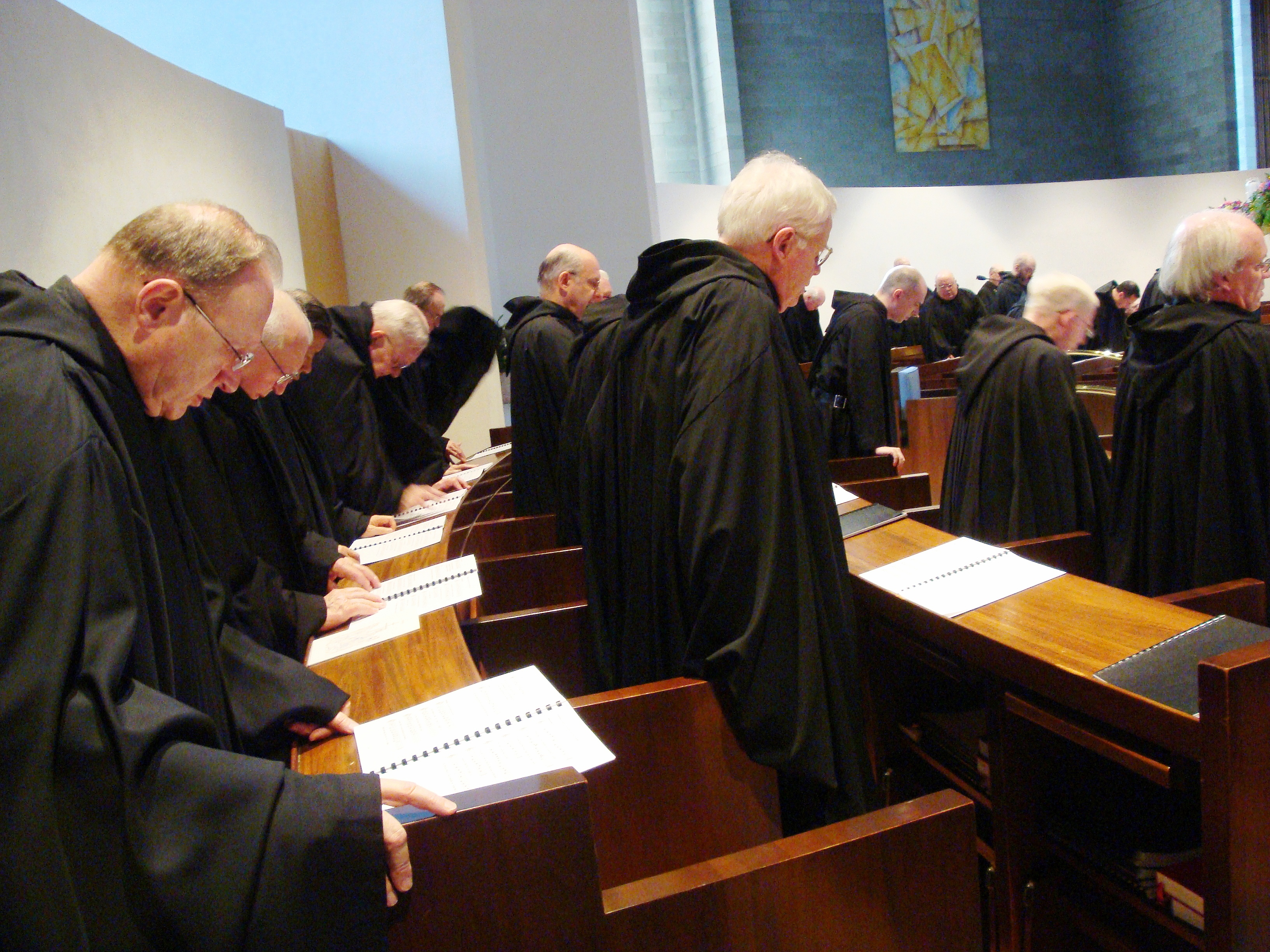
Chorgestühl des 20. Jahrhunderts in einer Benediktinerabtei in New Jersey (USA)

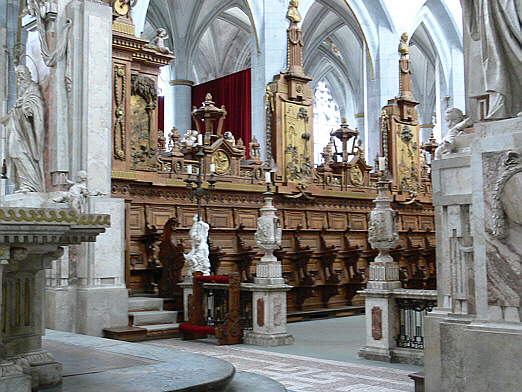
Chorgestühl im Salemer Münster

In frühchristlicher Zeit bis ins Mittelalter war das Chorgestühl zumeist die einzige Sitzgelegenheit in einer Kloster-, Stifts- oder Pfarrkirche. Während die Gläubigen dem Gottesdienst im Kirchenschiff stehend oder kniend beiwohnten, dienten den Ordensleuten und Priestern, die mehrmals täglich zum gemeinsamen Chorgebet zusammenkamen, Chorgestühle zum Sitzen, Stehen und Knien während der Liturgie.
Schon im 4. Jahrhundert wurden in den römischen Basiliken bereits beim Bau des Chores feste steinerne Sitzgelegenheiten im Altarraum eingebaut. Diese Bänke waren noch nicht verziert, erst im 6. Jahrhundert wurden Marmorbänke mit einfachen Delfinvoluten am Rand abgeschlossen.
Die Sitzreihen wurden teilweise ähnlich wie bei einem Amphitheater hintereinander treppenförmig angeordnet, um einer größeren Zahl an Klerikern Platz zu bieten. Die Basilika Santa Maria Assunta in Torcello verfügt über eine sechsreihige Anlage dieser Art aus dem 7. Jahrhundert.
Diese steinernen Sitzbänke sind noch bis in romanische und frühgotische Zeit zu finden. Parallel dazu kamen aber auch hölzerne Bänke auf, teilweise einzelne Hocker, Bänke und auch schon Klappstühle. Holz hatte den Vorteil, dass der Sitzende weniger von der Kälte betroffen war, zudem konnten daraus platzsparende Klappstühle gefertigt werden. Zunächst aber gab es nur recht klobige Bänke, wie sie im Kloster Alpirsbach erhalten sind. In Ratzeburg findet man im ältesten deutschen Chorgestühl Sitze aus Bohlen, in deren Form sich der Übergang von Stein zu Holz als Material widerspiegelt.
In einer Ordensregel der Benediktiner in Hirsau aus dem 11. Jahrhundert (constitutiones Hirsaugensis) werden Miserikordien an der Unterseite der klappbaren Sitzfläche, erwähnt, die dem Stehenden, in hochgeklapptem Zustand, ein Abstützen erlaubten. Die in einer Reihe aufgestellten Klappstühle waren nach vorn durch ein Pult begrenzt, das später zur Auflage der Choralbücher diente. Die Sitze waren teilweise durch Armlehnen voneinander getrennt, an denen sich auch Handknäufe befanden. Bis in die Barockzeit wurde diese Form des Chorgestühls verwendet.
Um 1300 begann man mit der Verzierung des hölzernen Gestühls mit ornamentalen Schnitzereien. Das älteste datierte Schnitzwerk dieser Art in Deutschland stammt aus dem Jahr 1288 und befindet sich in der Münsterkirche St. Alexandri, in Einbeck. Im 14. und 15. Jahrhundert wurden die Gestühle mehr und mehr prunkvolle Einrichtungsgegenstände der Kirchen, die ähnlich wie die Altäre und Kanzeln verziert waren. Verwendet wurde überwiegend Eichen-, im Westen auch Nussbaumholz, was große Anforderungen an die Schnitzer stellte. Ab dem 16. Jahrhundert verwendete man auch weiche Nadelhölzer für die Schnitzereien. Mit Ausnahme von Spruchbändern wurden die Möbel nicht farblich gefasst, nur die Gestühle des späten 16. Jahrhunderts sind mit farbigen Wappen oder Ranken bemalt oder die Ornamentik ist farblich unterlegt.
Richtete sich die Zahl der Gestühle zunächst noch nach der Zahl der Kleriker, wurden später auch mehr Sitze als benötigt bereitgestellt. Dies entsprach zu Beginn der Renaissance auch dem Repräsentationsbedürfnis der Bürger. So sind im Kölner Dom 104 Plätze vorhanden, im Erfurter Dom 83 und im Magdeburger Dom 56.
Im 15. und 16. Jahrhundert wurde auch im Kirchenschiff Gestühl eingebaut, das allerdings nicht für die Kleriker, sondern für die Laien gedacht war. Diese Laiengestühle gehörten nicht zu den eigentlichen Chorgestühlen, da sie ausschließlich den Bürgern als Sitzgelegenheit dienten. Die Gestühle standen an den Wänden oder wurden an die Pfeiler des Kirchenschiffes gebaut. Neben Gestühlen der Zünfte und Gilden hatten in Städten auch die Räte ihre eigenen Gestühle. Die Laiengestühle wurden mit zunfttypischen Darstellungen geschmückt.
Das Rigafahrergestühl in der Nikolaikirche der Hansestadt Stralsund zeigt Szenen aus der Pelztierjagd und dem Handel mit Pelzen und Honig und verdeutlicht das Selbstverständnis der Bürger. Die Ratsgestühle in den Hansestädten dienten auch der Rechtsprechung. Auch Familien ließen ihr eigenes Gestühl anfertigen. Mit der Fuggerkapelle in der Kirche St. Anna in Augsburg ließ Jakob Fugger zwischen 1512 und 1519 eine Grabkapelle bauen, die in Form und Gestaltung den süddeutschen Chorgestühlen entsprach. Im 18. Jahrhundert hatten diese Gestühle zumeist eine Kastenform und waren mit dem mittelalterlichen Chorgestühl kaum noch vergleichbar.
Einige Chorgestühle wurden durch Verfall des Holzes zerstört, sehr viele gingen durch Kriege, Brände oder auch im Zuge der Reformation durch „Kirchenbrechen“ verloren bzw. entsprachen nicht der Auffassung der evangelischen Lehre und wurden entfernt.
In heutigen Klosterkirchen wird beim Einbau von neuem Chorgestühl im Allgemeinen auf besonderen Zierrat verzichtet.

## Standorte
Das Gestühl befand sich in dem den Ordensleuten oder Klerikern vorbehaltenen Teil der Kirche, dem Chor. Größere Kirchen hatten meistens ein Gestühl an der Nord- und Südseite des Chores. In Klosterkirchen mit einem großen Konvent wie dem Doberaner Münster war auch ein Teil des Kirchenschiffes den Mönchen vorbehalten, daher erstreckte sich dort auch das Gestühl bis ins Kirchenschiff hinein. In romanischen Kirchenbauten steht das Chorgestühl an den Wänden des Chorquadrates, manchmal auch an den den Chor zum Querhaus abschließenden Chorschranken. Das seit der ottonischen Zeit übliche Chorquadrat zwischen Apsis und Querschiff bot ausreichend Platz für die Sitzgelegenheiten. In den gotischen Kirchen, die über einen Chorumgang verfügen, stehen die Gestühle auch an den Chorschranken. Diese dienen oft als Rückwand des Gestühls; steinerne Chorschranken als Rückwand waren zumeist farbig bemalt oder mit Bildteppichen behängt, hölzerne Rückwände wurden zum Chorumgang hin ebenfalls verziert.
In den größeren Kirchen stehen auch im Westen entlang des Lettners Bänke. Diese hufeisenförmige Anlage trennte den Chorraum noch mehr gegen das Schiff ab und wurde vor allem in Ordenskirchen der Zisterzienser und Benediktiner verwendet, so in Cluny und in Hirsau.
Das Chorgestühl wurde oft beim Bau geplant, und es wurden z. B. steinerne Baldachine dafür geschaffen.

## Bestandteile

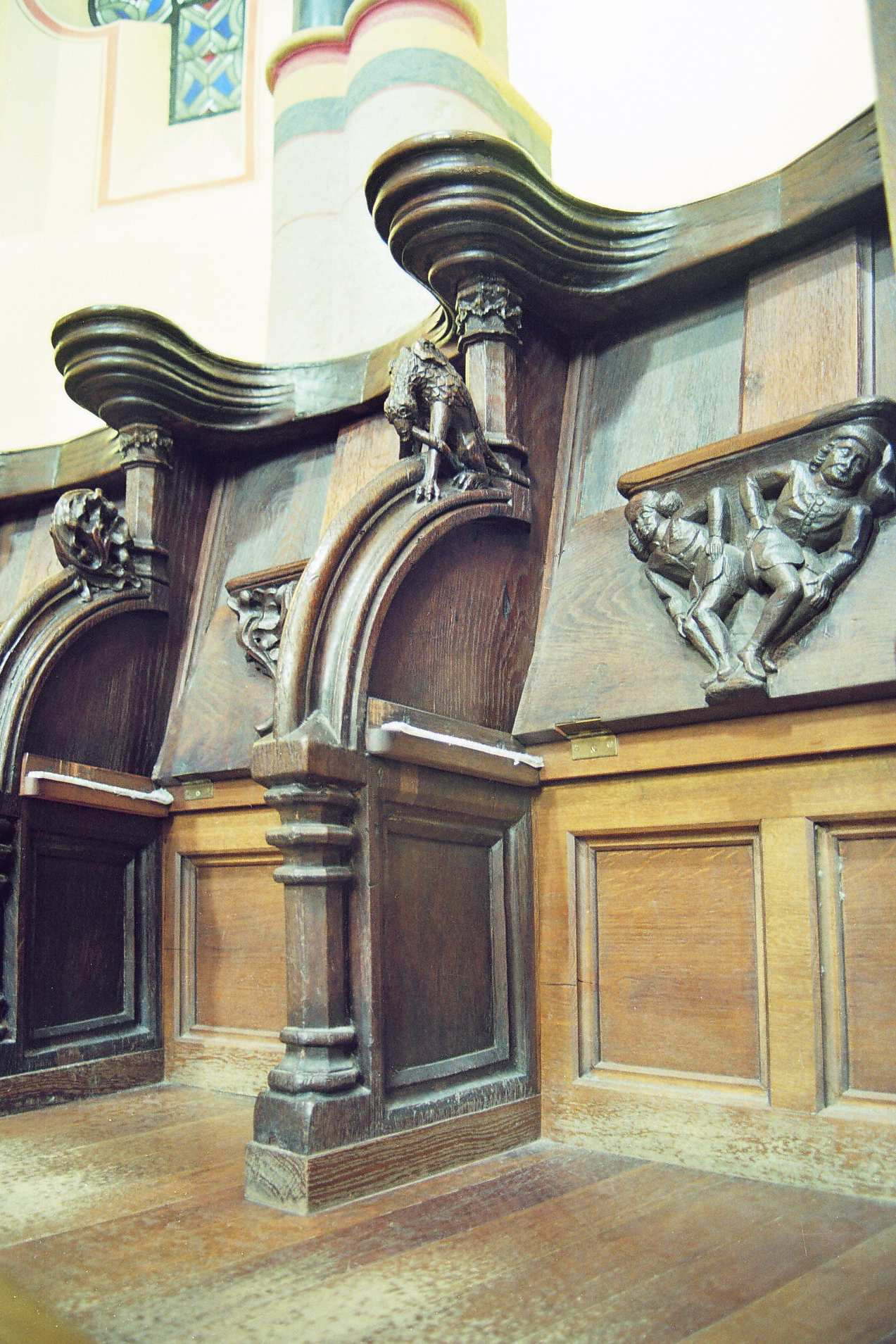
Miserikordien aus dem Chorgestühl um 1500 des Quirinusmünster in Neuss

Das Chorgestühl besteht zumeist aus in einzelne Sitzgelegenheiten unterteilten Bänken. Die Unterteilung erfolgt durch Pultwangen. Seitlichen Abschluss bildeten teilweise reich verzierte Außenwangen. Klappsitze wurden verwendet, um den Wechsel zwischen Stehen und Sitzen während der Liturgie zu erleichtern. Zur Unterstützung des Stehenden waren an den Klappsitzen Konsolstücke, die so genannten Miserikordien (lateinisch: misericordia „Mitleid“, „Barmherzigkeit“), angebracht, die dem Stehenden Halt boten. Die ost- und mitteldeutschen Gestühle wurden mit Dorsalen, oft reich verzierten hölzernen Rückwänden, versehen. Baldachine bildeten den Abschluss nach oben.

## Formen

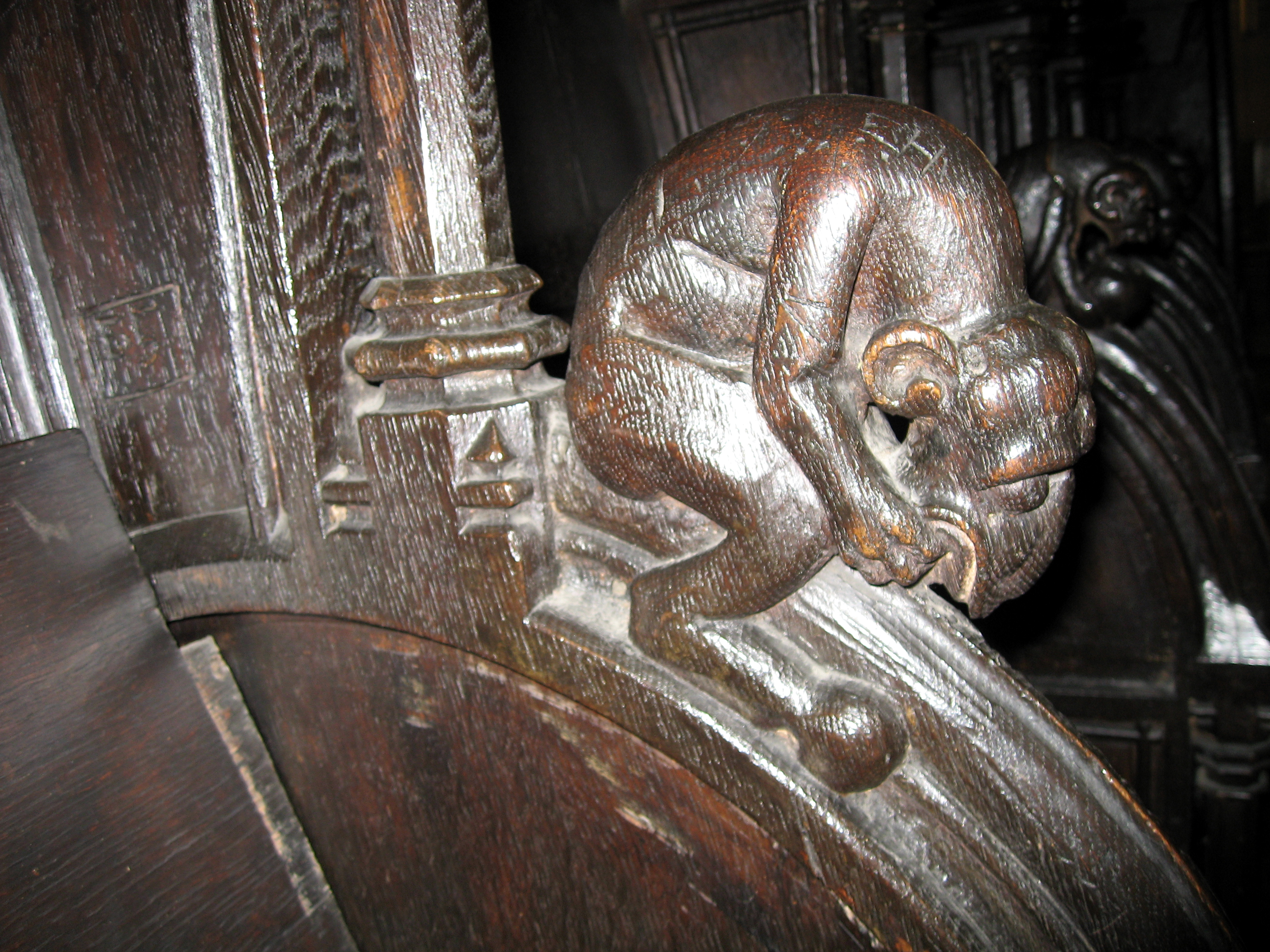
Wange zwischen Sitzen in der Dortmunder Marienkirche

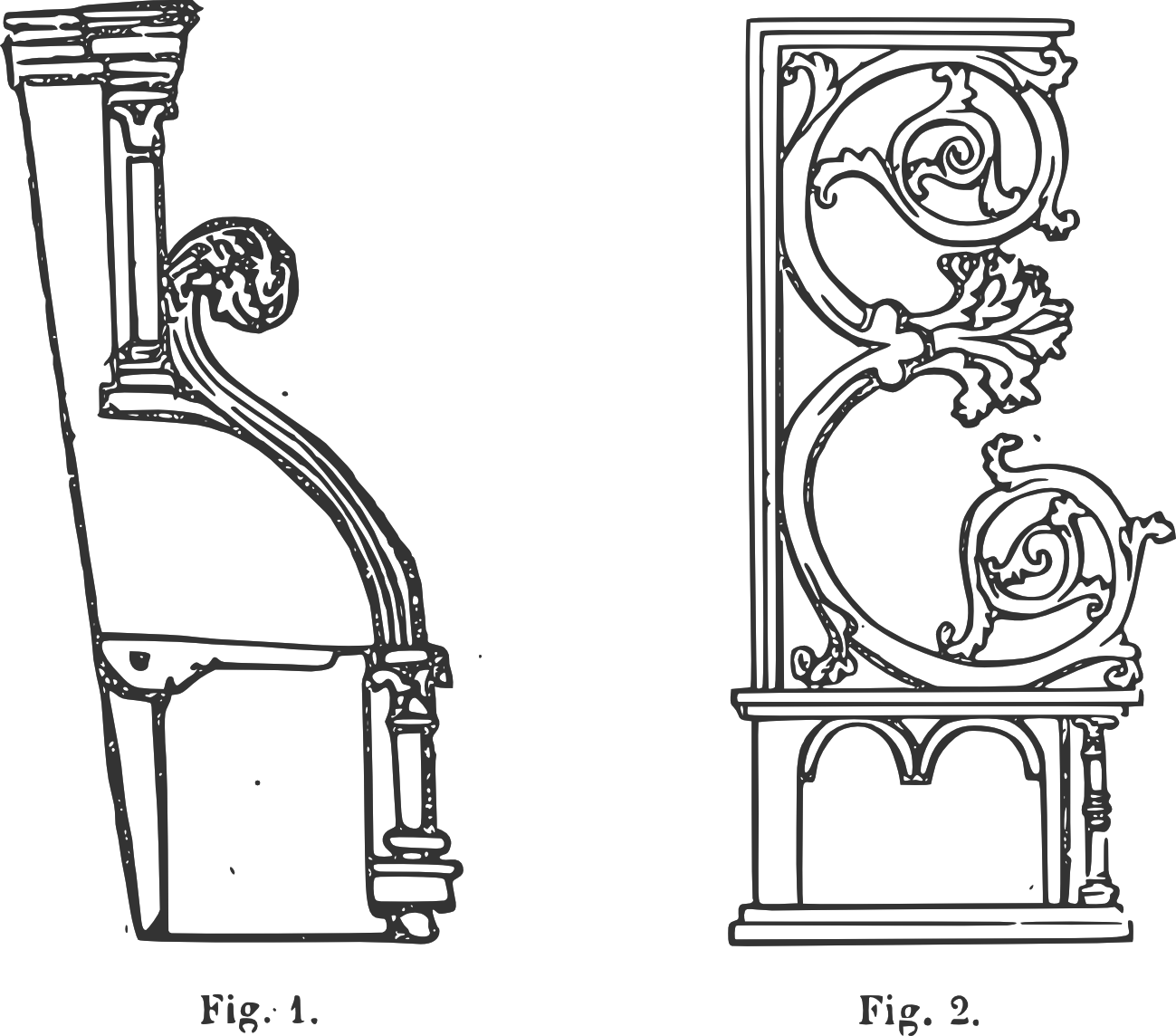
Zeichnung der Abschlusswangen, Villard de Honnecourt

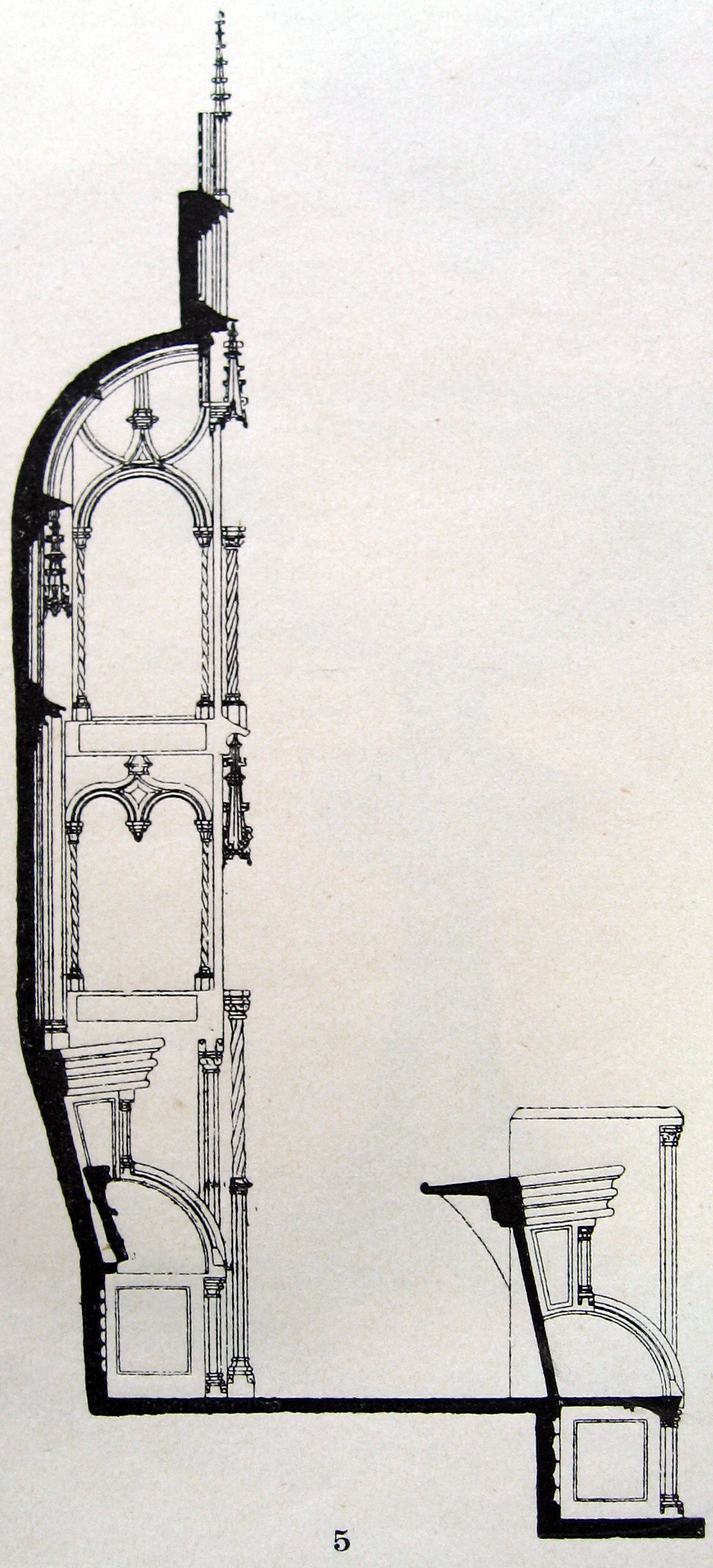
Schloss Cappenberg, Chorstuhl, Querschnitt

Der französische Architekt Villard de Honnecourt zeichnete um 1240 exakte Aufrisse der üblichen hölzernen Zwischen- und Außenwände der Chorgestühle. Dazu vermerkte er: „Wenn Ihr in guter Arbeit eine reiche Chorstuhlwange machen wollt, so haltet Euch an diese.“
Die Zwischenwangen, die die Bank in einzelne Sitze teilten, bestanden aus einem größeren unteren Rechteck, über dem ein in der Form eines Viertelkreises angebrachte und in einem Handknauf endende hölzerne, niedrige Trennwand, in der auch das Klappbrett lief, zu einem kleineren Rechteck vermittelte. Der Knauf stellte zunächst eine Blattknolle dar, später wurden auch figürliche Motive verwendet. Vor dem Wangenbrett befand sich zum Boden oft eine dünne Säule. Die einzelnen Sitze wurden mit Schulterringen (accoudoirs) versehen, die in die Armstützen auslaufen. Eine Besonderheit bildeten Chorgestühle in den Zisterzienserklöstern, da dort gemäß den Ordensregeln eine Zellenform beim Gestühl eingehalten und die Zwischenwangen höher ausgeführt wurden. Somit bildete in diesen Kirchen jeder Sitz eine eigene, kleine Zelle für den jeweiligen Chorherren.
Dienten die Zwischenwangen in den meisten Ausführungen nur dem Zweck, die Sitze zu trennen und eine Armlehne zu bieten, wurden die Außenwangen überaus reichlich verziert und als Schmuckelement genutzt. Die hinteren Sitzbänke wurden mit so genannten hohen Wangen ausgestattet, aber auch die Außenwange der ersten Reihe wurde mit einer Pultwange genannten verzierten Außenwange versehen.
Die hinteren Außenwangen unterscheiden sich für die Frühzeit in Deutschland in drei Formen, die in verschiedenen Landschaften verwendet wurden, nämlich:
- die rheinisch-französische offene Wange mit C- oder E-förmiger Volute sowie
- die mittel- und ostdeutsche geschlossene Wange mit hoher Rückwand, dem Dorsale.
- Die Zisterziensergestühle wiesen hohe Zwischenwangen und die landschaftlich üblichen Außenwangen auf.

Die drei Formen existierten nebeneinander, ab Mitte des 14. Jahrhunderts verschmolzen sie und es entstanden neue Formen, die wiederum für bestimmte Landschaften typisch waren. Ab der Mitte des 15. Jahrhunderts wurde auch in Süddeutschland ein besonderes Chorgestühl gebaut. Im 15. und 16. Jahrhundert kamen zu den eigentlichen Chorgestühlen die Gestühle der Zünfte oder Ämter hinzu, die den Laien dienten und erstmals Sitzgelegenheit im Kirchenschiff boten; diese verwendeten Formen der Chorgestühle mit.
Im nachfolgenden werden die für die Verwendung im deutschsprachigen Raum typischen Formen beschrieben.

### Rheinische Volutenwange
Die rheinische Volutenwange hatte Vorgänger in Frankreich und wurde später parallel zu diesen weiterentwickelt. De Honnecourt zeichnete zwei Varianten dieser Außenwange, beide zeigen die Ausprägung in der Form eines lateinischen E. In der Stiftskirche St. Viktor in Xanten wurden diese Skizzen um 1250 ausgeführt. Die rheinische Pultwange war meist mit einer liegenden Volute auf dem Wangenbrett verziert. Dem Bedürfnis nach weiteren prächtigen Verzierungen entstammten dann die Varianten, die teilweise noch heute existieren. Die E-Volute wurde verdoppelt, vor die Öffnung der C-Volute eine kleine Säule gestellt (z. B. im Naumburger Dom), üppige Laubwerkverzierungen kamen hinzu. Aber auch figürliche Motive wurden eingefügt, wie in der Zisterzienserabtei Altenberg. Dass die Zisterzienserklöster im Rheinland im Schmuck des Gestühls den anderen Kirchen nicht nachstehen, obwohl es ein aus dem Jahr 1134 stammendes Verbot von Skulpturen und Bildern gab, ist teilweise noch heute zu sehen. Wegen der vorgeschriebenen Zellenform auch der Sitze befand sich aber auch bei Verwendung der rheinischen, offenen Wange jeweils ein Dorsale, meist mit Baldachin, an den sich die Wangen anschlossen.
Eingefügte Relieffelder an den niedrigen Abschlusswangen des Chorgestühls im Kölner Dom stellen eine weitere Sonderform der rheinischen Wange dar. Die Chorschranken über dem Gestühl sind mit einem Bilderzyklus versehen. Das um 1320/30 entstandene Gestühl trägt zudem viel Laubwerksschmuck mit darin agierenden Figuren.
Der rheinische Typ der Wangen wurde in der Zeit von ca. 1250 bis ca. 1330 verwendet. Nur wenige derartige Wangen sind außerhalb des Rheinlandes bekannt, zu ihnen zählt ein Dreisitz in der Zisterzienserabtei Schulpforte und eine Bank mit vier Sitzen im Naumburger Dom. Im Naumburger Dom wurde die Form sogar noch bis ins 16. Jahrhundert benutzt, wie an einem Gestühl im Stil der Renaissance im Ostchor zu sehen ist.

### Geschlossene Wangen
Die geschlossenen Wangen entwickelten sich zeitlich parallel zu den offenen, jedoch räumlich begrenzt auf Ost- und Mitteldeutschland. Gestühle aus der zweiten Hälfte des 13. Jahrhunderts im Kloster Loccum und im Havelberger Dom weisen einen Abschluss der Sitzreihe in Form von hohen, geschlossenen Brettern auf. Bis zum Beginn des 14. Jahrhunderts wurden die geschlossenen „Stallen“ (vom lateinischen stallae, niederdeutsch „stolthe“) nur mit Laubwerk verziert, hauptsächlich an den Außenseiten der Wangen. Die Pultwangen sind ebenfalls meist mit Blattornamenten versehen. Figürliche Motive werden erst etwas später verwendet, spärlich in der Klosterkirche Doberan, üppig um 1330 im Erfurter Dom.

### Sonderformen
Infolge der Verschmelzung der rheinischen, offenen Form und der ost- und mitteldeutschen, geschlossenen Form entstanden zahlreiche Sonderformen. An die Stelle der rheinischen Volutenwange trat die Fensterwange, bei der der obere Teil des Wangenbrettes in ein oder auch zwei Arkadenfelder mit flachen, reliefartigen Figuren geöffnet ist. Um 1360 wurde dieser Typ z. B. in St. Marien in Salzwedel verwendet, auch viele westfälische und niederrheinische Gestühle sind noch bis in die Spätgotik damit ausgestattet. Die Pultwangen sind meist mit frei sitzenden Figuren bekrönt, wie um 1360 in St. Marien in Salzwedel oder auch um 1430 im Stendaler Dom.
Eine weitere Sonderform ist zunächst im 14. Jahrhundert bei Kirchen der Westschweiz zu finden. Dort wurde auch das Dorsale mit Schmuck verziert, so mit Aposteln oder Propheten. Die Form wurde auch in einigen benachbarten Orten in Deutschland verwendet. Ein Dreisitz im Naumburger Dom trägt ebenfalls derartigen Schmuck, auch eine Bank im Merseburger Dom aus der Mitte des 15. Jahrhunderts. Das Hauptgestühl des Merseburger Doms wurde 1446 von dem Ordensbruder Caspar Schoeckholz mit einem Bildband versehen, welches Szenen aus dem Alten und Neuen Testament enthält. Im selben Dom zeigt ein fünfsitziges Gestühl aus dem 16. Jahrhundert Heiligenfiguren, Stifter und Wappen im Dorsale.

### Süddeutsche Sonderformen

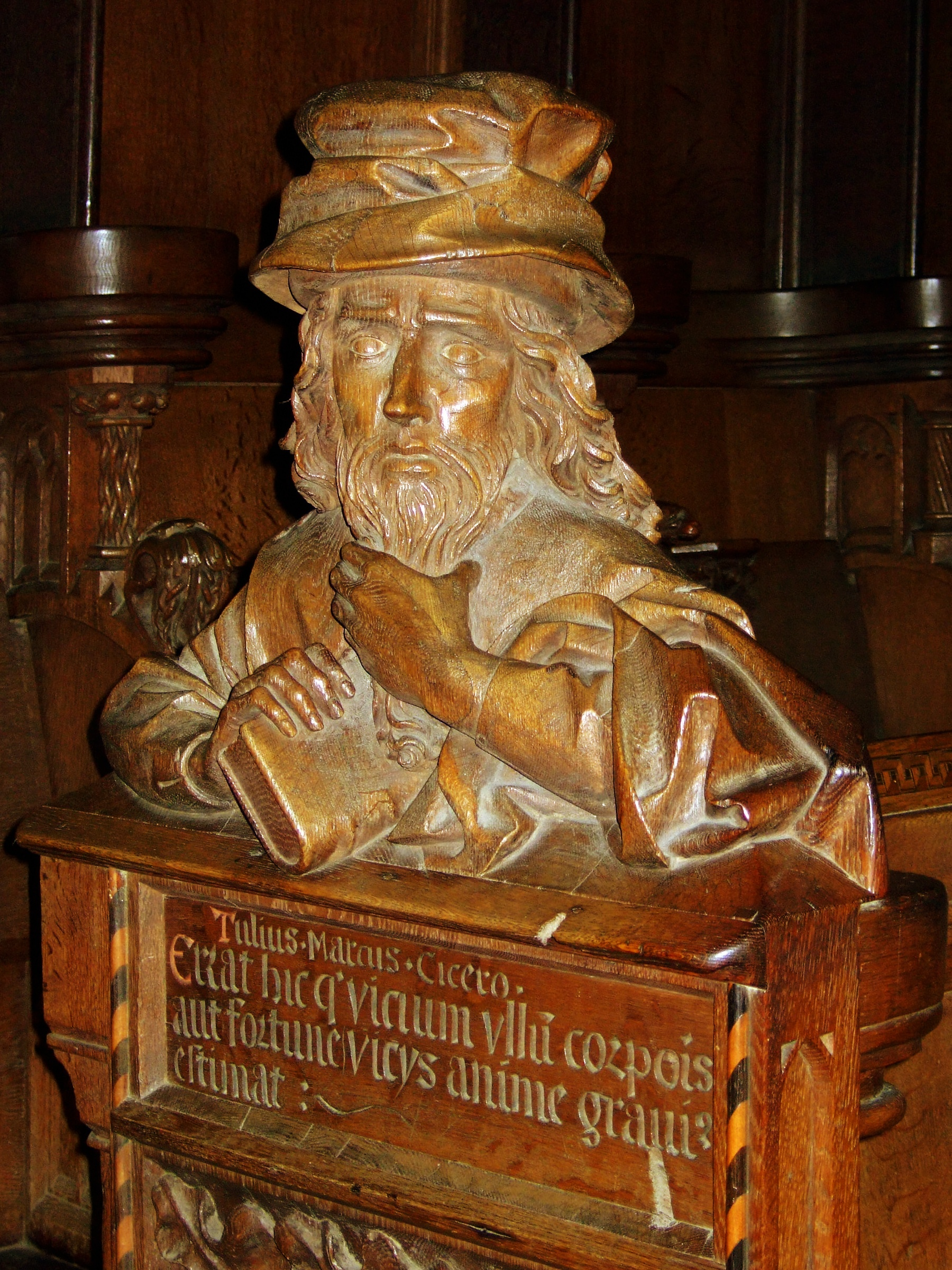
Büste Ciceros auf einem Gestühl im Ulmer Münster

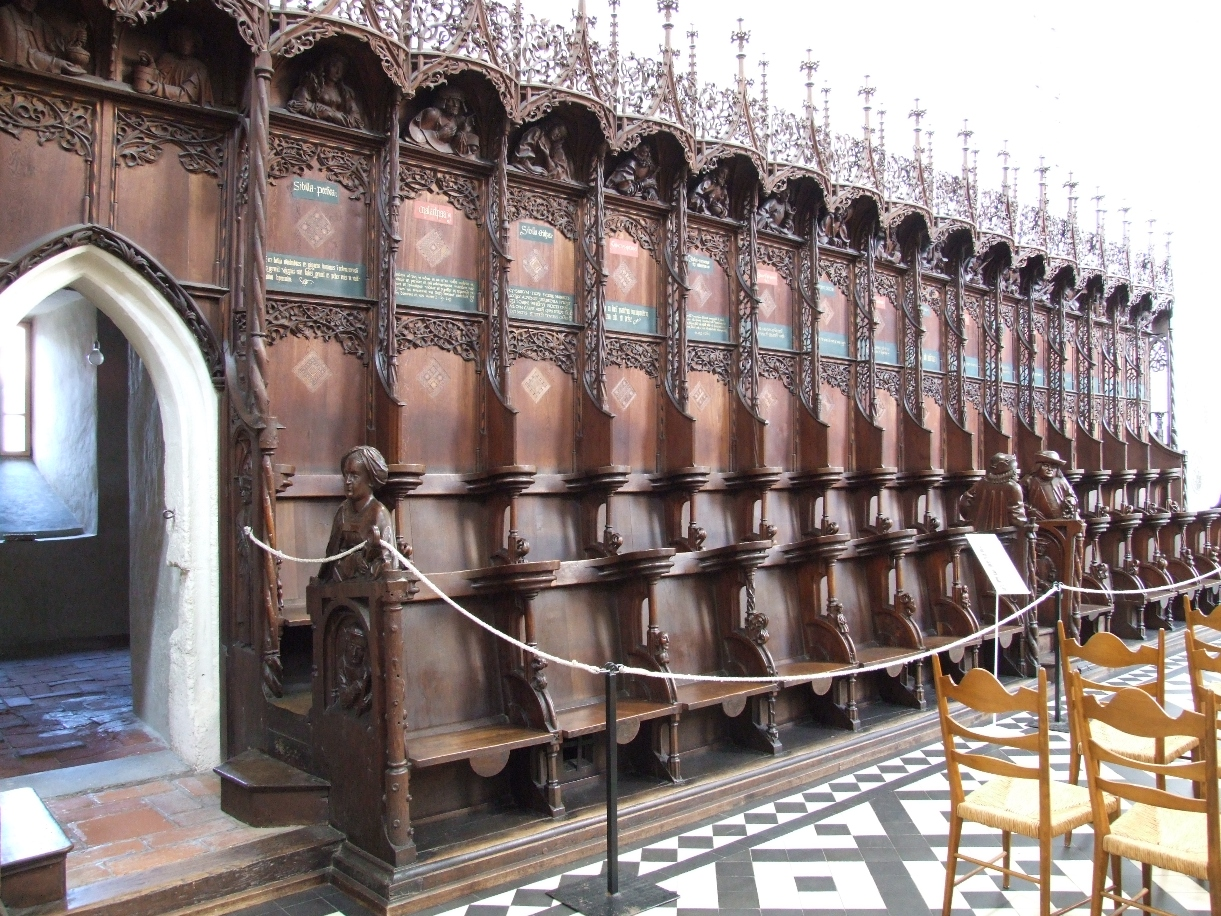
Das Chorgestühl zu St. Martin (Memmingen)

In der zweiten Hälfte des 15. Jahrhunderts kamen in Süddeutschland, zunächst um 1469 im Ulmer Münster, Gestühlsformen auf, die Büsten, teilweise porträtartig, an Dorsale und Baldachin verwenden, sogar die Pultwangen wurden mit Büsten geschmückt. Diese Form hielt sich bis zum Beginn der Renaissance. Bei den durch die Büsten dargestellten Personen handelte es sich um Personen aus dem Alten oder Neuen Testament, der Antike oder sogar um zeitgenössische Bürger. Die Büstenwange wurde außerhalb des süddeutschen Raumes nur noch im Halleschen Dom verwendet. Als weitere herausragende Werke der süddeutschen Sonderform gelten das Chorgestühl in St. Martin zu Memmingen und das Chorgestühl im Konstanzer Münster.

### Umgestaltungen
Im Naumburger Dom wurden Chorgestühle nachträglich hinzugefügt, als der Bedarf stieg. Diese wurden im zeitgemäßen Stil ausgebildet und nicht den vorhandenen angepasst. Im Barock erst wurden die neuen Gestühle den alten nachempfunden. Der historisierenden Sichtweise des 19. Jahrhunderts fielen viele Verzierungen, wie Miserikordien oder Knäufe, zum Opfer.

## Darstellungen
Der plastische Schmuck an den mittelalterlichen Chorgestühlen bestand anfangs nur aus einfachen Ornamenten. Häufigstes Motiv ist gotisches Laubwerk, wobei besonders Weinlaub verwendet wurde. Ab dem 14. Jahrhundert kamen geometrische Ornamente hinzu.
Figürliche Motive sind schon um 1300 an einigen rheinischen Gestühlen zu finden. Neben kleinen Tieren als Beiwerk wurde auch der Pelikan als christliches Symboltier verwendet. Szenische Darstellungen des kirchlichen und des weltlichen Alltags auf den rheinischen Gestühlen, wie am um 1320 entstandenen Gestühl im Kölner Dom sind eher selten. Die geschlossenen Wangen Ost- und Mitteldeutschlands boten mehr Platz für Darstellungen als die offenen Wangen. Teilweise wurden ganze Bildprogramme entworfen. Das Gestühl des Erfurter Doms aus der ersten Hälfte des 14. Jahrhunderts weist neben dem heiligen Christophorus den sich erhängenden Judas auf, aber auch den Sündenfall in einer Bilderfolge mit Bezug auf den Weinbau. Hier zeigt sich auch eine typische Darstellung der Judenverfolgungen des Mittelalters, in der ein Reiter mit seiner Lanze einen auf einer Sau reitenden Mann mit spitzem Judenhut trifft. Die umfangreichste Szenenfolge auf Chorgestühlen bieten die neun noch erhaltenen Wangen des ehemaligen Chorgestühls im Dom zu Bremen (um 1350–70): 31 Bildfelder zeigen Szenen aus dem Alten und Neuen Testament.
Auf vielen Gestühlen sind die Kirchengründer dargestellt, der Klerus ehrte die weltlichen Machthaber, die durch die Christianisierung Ländereien und Bevölkerung für die christlichen Kirchen erschlossen, noch Jahrhunderte später. Kaiser Heinrich II. ist sowohl auf einem Gestühl aus dem 14. Jahrhundert im Bamberger Dom als auch auf Gestühlen aus dem 15. und 16. Jahrhundert im Merseburger Dom zu sehen.
Bilderfolgen des Alten und Neuen Testaments zeigen oft auch Szenen, die sonst in der Malerei eher selten verwendet wurden.

## Herstellung

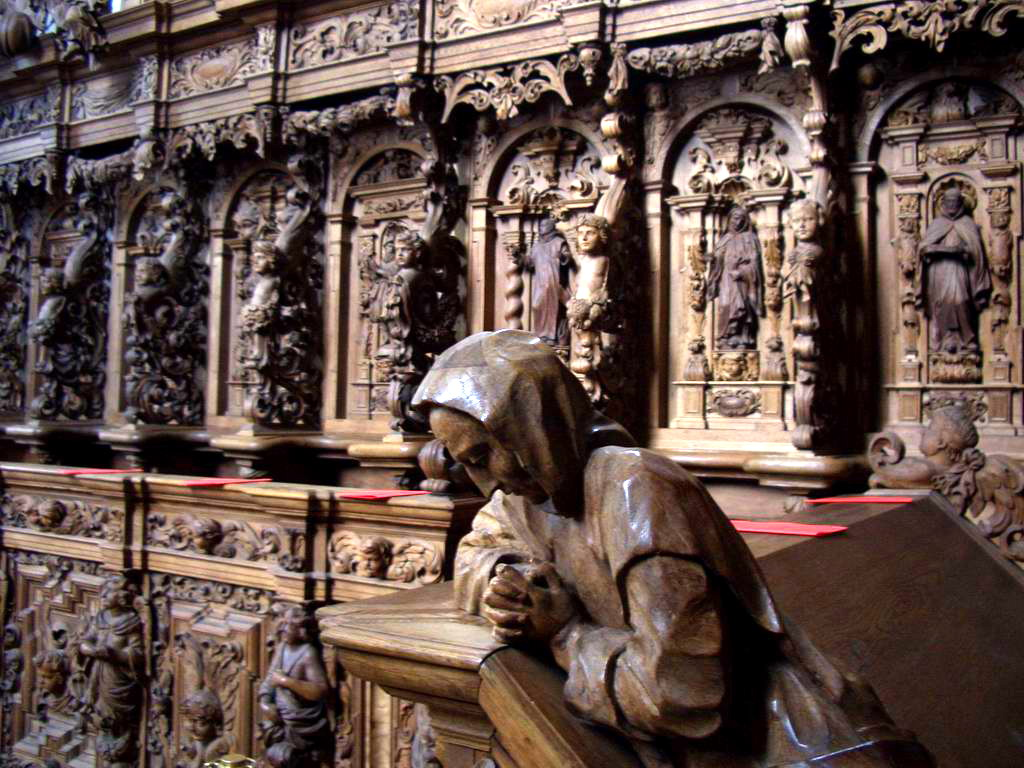
Barockes Chorgestühl von Ignaz Waibl im Kloster Buxheim

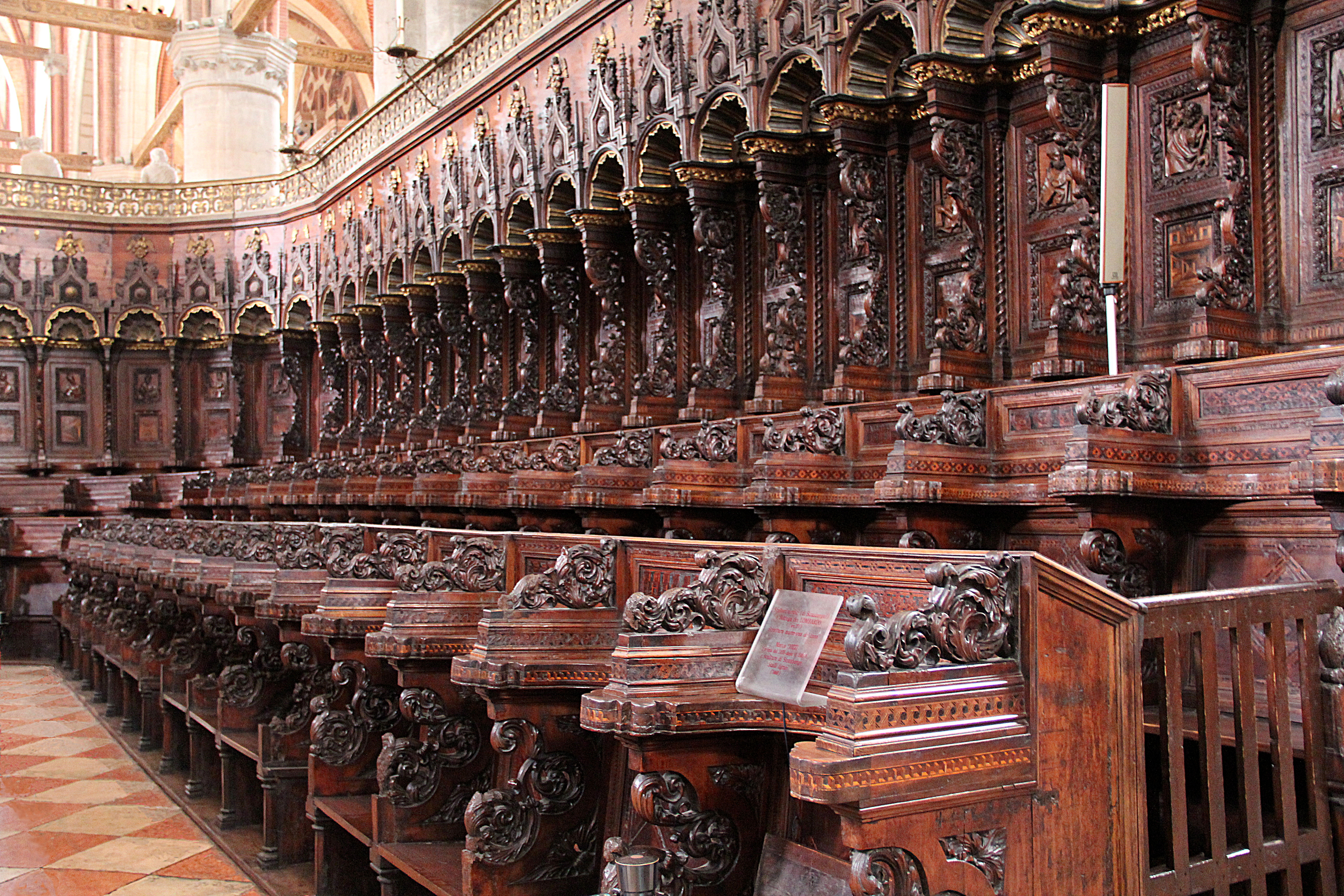
Chorgestühl im Santa Maria Gloriosa dei Frari (Venedig)

Die Auftraggeber beauftragten vertraglich einen Meister und legten dabei das thematische Programm fest, manchmal wurde auch eine gewünschte Form genannt. Der Meister lieferte eine bildliche Darstellung ab und ein Probestück, bei dem es sich manchmal auch um den Levitensitz handelte. Danach wurde dann das Gesamtwerk gefertigt, was sich bei größeren Werken über einige Jahre erstrecken konnte.

### Hersteller
Die Chorgestühle bestanden zunächst aus Stein und wurden meist bereits beim Bau der Kirche in Mauernischen eingefügt. Steinmetze der Bauhütten wurden mit der Gestaltung beauftragt.
Später, als mehr und mehr das Holz den Stein ersetzte, wurden die Gestühle zunächst noch bis in das 14. Jahrhundert eben von diesen Steinmetzen und auch schon von Schreinern der Klosterwerkstätten geschaffen, bevor sich zünftig organisierte Tischler und Bildhauer spezialisierten und damit auch immer feinere Werke entstanden.
Das hölzerne Gestühl wurde von einem Unternehmer fertiggestellt, der wiederum Aufträge an verschiedene Meister vergab. Im Mittelalter, in dem die Zünfte streng voneinander abgegrenzte Aufgaben wahrnahmen, waren also an einem Gestühl sowohl Schreiner als auch Bildschnitzer tätig. An den Gestühlen deutet auf diese jedoch zumeist nichts mehr hin, nur der beauftragte Unternehmer ist sowohl in Urkunden als auch durch Markierungen direkt im Gestühl dargestellt. Seit dem späten 15. Jahrhundert wurden Signaturen in die Werke eingefügt, die den Unternehmer erkennen ließen. Auf einer Tür im Konstanzer Münster ist z. B. der Name Simon Heider genannt (Simon Heider artifex me fecit). Urkunden belegen aber, dass er für plastische Arbeiten wie das Chorgestühl in der Abtei Weingarten den Bildhauer Heinrich Yselin, seinen Schwiegersohn, beauftragt hatte.
Bilder der Handwerker, die die Stühle fertigten, sind selten. Sie sind zunächst als Schmuck an den Miserikordien vorhanden wie in England und Frankreich. Deutsche Gestühle zeigen Handwerkerbilder auch schon auf den Wangen. Eine 1284 entstandene Pultwange aus Pöhlde zeigt einen Ordensmann an einer Werkbank, der an einer Wange schnitzt. Die Inschrift am Dorsale des Hauptgestühls im Merseburger Dom nennt den Dominikaner Caspar Schoeckholz. Handwerker der Zünfte sind ab dem 16. Jahrhundert als Darstellung an deutschen Gestühlen zu finden, so in der Baden-Badener Spitalkirche. Eine Büste des ehemaligen Chorgestühls der Klosterkirche Weingarten zeigt einen Handwerksmeister mit Zirkel und Schlägel. Um 1508 stellte sich der Meister Hans Ostwalt im Gestühl der Stendaler Marienkirche zu Füßen der Anna selbdritt dar, neben ihm Meißel und Zirkel. Mitte des 15. Jahrhunderts wurden Inschriften üblich, die den Meister und seinen Herkunftsort nennen, selten auch den Stifter. Jörg Syrlin d. Ä. signierte alle ab 1470/80 gefertigten Werke.

### Auftraggeber
Hauptauftraggeber für die Chorgestühle war der Klerus. Zwar stifteten Bürger oft für die Kirchen, taten dies aber zweckgebunden für Altäre und andere Ausstattungen des Kirchenraumes. Das Chorgestühl war vom Kirchenschiff nicht einsehbar und stellte daher für die Bürger keine repräsentative Form der Stiftung dar. Erst mit der Renaissance, als die Lettner und Chorwände durch Chorgitter ersetzt wurden, war der Blick auf die Gestühle frei und es traten auch Bürger als Stifter des Gestühls auf.
Bildliche Stifterdarstellungen sind selten, Urkunden kaum überliefert. Nur Wappen weisen auf die Stifter hin, selbst die Büsten der süddeutschen Gestühle lassen mangels erläuternder Inschriften keinen Hinweis auf bestimmte Personen zu.